# СУ-152
СУ-152 (изначально Объект 236, КВ-14, СУ-14) — тяжёлая советская самоходно-артиллерийская установка (САУ) времён Великой Отечественной войны, построенная на базе тяжёлого танка КВ-1с и вооружённая 152-мм гаубицей-пушкой МЛ-20С. 
По своему боевому предназначению СУ-152 являлась тяжёлым штурмовым орудием; ограниченно могла выполнять функции самоходной гаубицы. Постройка первого прототипа СУ-152 была закончена на Челябинском Кировском заводе (ЧКЗ) 24 января 1943 года, со следующего месяца начался серийный выпуск. В связи со снятием с производства танка-базы КВ-1с СУ-152 в декабре 1943 года были заменены в производстве равноценной по вооружению и лучше бронированной ИСУ-152, всего было построено 670 самоходно-артиллерийских установок этого типа. Боевой дебют СУ-152 состоялся летом 1943 года в сражении на Курской дуге, где она проявила себя как эффективный истребитель новых тяжёлых немецких танков и САУ. Наиболее активно СУ-152 применялись во второй половине 1943 года и начале 1944 годов, позже их число в войсках неуклонно уменьшалось вследствие боевых потерь и износа ходовой части и моторно-трансмиссионной группы. Заменой вышедшим из строя СУ-152 в частях советской самоходной артиллерии стали более совершенные ИСУ-152. Небольшое число машин воевало вплоть до конца войны и состояло на вооружении Советской армии в послевоенные годы. После снятия с вооружения оставшиеся СУ-152 были практически все утилизированы на металл и до настоящего времени уцелело только несколько САУ этого типа.

## История

### Предпосылки
В самом конце 1941 года Красная армия успешно провела несколько наступательных операций крупного масштаба. По результатам анализа этих боевых действий советскими командирами неоднократно высказывались пожелания иметь в своих руках мощное и мобильное средство огневой поддержки наступающих танков и пехоты. Выяснилось, что фугасное действие снаряда 76-мм танковой пушки у средних танков Т-34 и тяжёлых КВ-1 не является достаточным против мощных деревянно-земляных фортификационных сооружений, не говоря уже о железобетонных долговременных. Поскольку зимняя кампания 1941—1942 годов завершилась для СССР на оптимистичной ноте (вермахт был разбит под Москвой, удалось освободить Ростов-на-Дону, захватить ряд важных плацдармов в окрестностях потерянного Харькова), советское военное руководство планировало дальнейшее развитие этих успехов. Соответственно по ходу предполагаемых наступательных действий ожидалась встреча с долговременными фортификационными сооружениями противника и возникла необходимость в мощной машине огневой поддержки для их разрушения — «истребителе ДОТов». До начала Великой Отечественной войны Красная армия получила на вооружение такую специализированную машину — тяжёлый танк КВ-2, вооружённый 152-мм гаубицей М-10. Однако выпуск КВ-2 был прекращён в июле 1941 года, несколько позже сняли с производства и 152-мм гаубицу М-10, а потери уже выпущенных машин были таковы, что к началу 1942 года уцелели считанные единицы КВ-2. Кроме того, КВ-2 обладал рядом серьёзных конструктивных недостатков, низкой надёжностью своих узлов и агрегатов (особенно трансмиссии) и был перегружен — ещё в Зимнюю войну отмечалось, что танки КВ вязнут в глубоком снегу. В итоге необходимость новой машины такого класса не вызывала сомнений.
Однако в конце 1941 года оставался не до конца выясненным вопрос о вооружении тяжёлой машины огневой поддержки. Известный советский конструктор Н. В. Курин продолжал работы над танком КВ-9, вооружённым 122-мм гаубицей во вращающейся башне. По сути эта машина была облегчённым аналогом КВ-2, как по массе, так и по огневой мощи. Другим направлением работ стало повышение мощности огня за счёт установки на одной машине нескольких пушек малого или среднего калибра. В начале 1942 года был испытан «артиллерийский танк» КВ-7 с вооружением из одной 76-мм и двух 45-мм пушек в рамочной монтировке в неподвижной броневой рубке вместо вращающейся башни. Предполагалось, что столь многочисленное вооружение позволит его гибкое использование — 45-мм пушки против слабобронированных целей, 76-мм пушку — против вражеских танков с мощной бронёй, а залп из любой комбинации орудий — против особо сильно защищённых объектов. Но эту идею фактически постиг крах — стрельба залпом из орудий с разной баллистикой за исключением огня в упор оказалась крайне неэффективной — 76-мм и 45-мм снаряды имели разные дальности прямого выстрела, не говоря уже о ведении огня на превышающие их дистанции. Также вследствие расположения 45-мм пушек не на оси вращения всей строенной установки при выстреле из любой из них возникал поворачивающий момент силы, сбивавший наводку всех орудий. Второй вариант КВ-7 был вооружён двумя 76-мм пушками, что позволило устранить первый недостаток, но сбивающий наводку момент при выстреле всё равно остался. Бо́льшую перспективу имел КВ-9, однако по сравнению с танком-базой КВ-1 он был массивнее, а следовательно его двигатель и трансмиссия были сильнее нагружены. Качество изготовления узлов трансмиссии КВ к началу 1942 года упало настолько, что именно из-за опасений её поломок на перегруженном КВ-9 этот проект был закрыт. Но идея такого танка не умерла — в частности, опытный танк ИС № 2 или Объект 234 вооружался башней, прямо позаимствованной от КВ-9.
В итоге этих работ определилось направление развития тяжёлой машины огневой поддержки — установка единственного крупнокалиберного орудия в неподвижной броневой рубке, чтобы за счёт этого обеспечить экономию массы для приемлемого времени наработки на отказ двигателя и узлов трансмиссии. 14—15 апреля 1942 года состоялся пленум артиллерийского комитета, на котором обсуждались и вопросы касательно проектирования и постройки «истребителя ДОТов». Сразу же после пленума известный советский конструктор С. А. Гинзбург, бывший в тот момент начальником бюро самоходной артиллерии, направил в Государственный комитет обороны (ГКО) письмо о возможности быстрого создания тяжелобронированной штурмовой САУ на базе КВ-1 с вооружением её 152-мм гаубицей-пушкой МЛ-20. Однако бюро самоходной артиллерии в то время не могло выполнить проект такой машины, поскольку оно занималось созданием шасси САУ с использованием узлов и агрегатов лёгких танков. В итоге эту работу поручили совместно Уральскому заводу тяжёлого машиностроения (УЗТМ, Уралмаш) в Свердловске и Челябинскому Кировскому заводу (ЧКЗ). Конструкторы Г. Н. Рыбин и К. Н. Ильин разработали эскизный проект У-18 установки гаубицы-пушки МЛ-20, но быстрых его доводки и воплощения в металле не последовало.
Причиной стала реальность лета 1942 года, которая оказалась иной, чем планировало советское высшее военное руководство. Успешно начавшееся наступление Красной армии в районе Барвенковского выступа окончилось катастрофой — 6-я армия вермахта под командованием Фридриха Паулюса успешно окружила и уничтожила ядро армий Юго-Западного и Южного фронтов, а затем мощным ударом в междуречье Дона и Волги вышла к Сталинграду и вывела из строя все находившиеся там предприятия военно-промышленного комплекса СССР. Поэтому летом и ранней осенью 1942 года все официальные работы на УЗТМ и ЧКЗ по «истребителям ДОТов» и самоходной артиллерии вообще либо приостанавливаются, либо существенно замедляются — вследствие потери Сталинградского тракторного завода и завода № 264 в Сарепте возникла серьёзная угроза провала в выпуске танков Т-34, Т-60 и Т-70. Чтобы этого избежать, было принято решение о разворачивании на УЗТМ и ЧКЗ выпуска среднего танка Т-34, все имеющиеся кадры были брошены на освоение его серийного производства. В этой обстановке развитие тяжёлой штурмовой самоходной артиллерийской установки продолжалось только на уровне эскизных проработок. В частности, на УЗТМ параллельно с У-18 велись работы по заказу Главного артиллерийского управления над проектом У-19 203-мм САУ, однако такая машина оказалась чрезмерно переутяжелённой. Ряд других конструкторских коллективов тоже в этот период представили свои изыскания по теме, например, в этом направлении вёл работу научно-исследовательский отдел Военной академии моторизации и механизации имени Сталина. Но в металле в тот период ничего не реализовывалось — после освоения серийного выпуска Т-34 на Уралмаше его конструкторские кадры в октябре — ноябре 1942 года были заняты работой над будущей САУ СУ-122, а ЧКЗ всё ещё осваивал серийный выпуск Т-34, продолжая свои работы по совершенствованию тяжёлых танков.

### Создание
Непосредственным стимулом к возобновлению работ по «истребителям ДОТов» стала опять изменившаяся обстановка на фронте. 19 ноября 1942 года Красная армия перешла в контрнаступление под Сталинградом (Операция «Уран»). В ходе наступления советским войскам приходилось преодолевать укрепления противника (часть из них была захвачена немцами и их союзниками ещё в ходе летних боёв, встречаются также упоминания и об остатках фортификационных сооружений времён Гражданской войны). В самом Сталинграде оборона противника также включала в себя хорошо укреплённые городские здания, трудно разрушаемые огнём орудий малых и средних калибров. Непосредственная поддержка наступающих частей артиллерией и боевыми инженерами сыграла немаловажную роль в успехе как операции «Уран», так и последующих операций на завершающих этапах Сталинградской битвы. Однако все огневые средства ствольной артиллерии в то время были буксируемыми и их мобильность сильно ограничивалась отсутствием развитой сети дорог, наличием глубокого снежного покрова и малым числом доступных тягачей. Буксируемые орудия, их тягачи и упряжные лошади на марше были сильно уязвимы для любого вида атаки противника. Были случаи, когда орудия перемещались только силами своих расчётов, поскольку в зимних условиях лошади быстро истощались. Действительность ещё раз показала, что Красной армии крайне необходима мобильная тяжёлая артиллерия как для непосредственной поддержки танков и пехоты, так и для стрельбы с закрытых позиций.
Такое положение дел не удовлетворяло советское военное руководство. Для ускорения создания тяжёлой САУ со 152-мм орудием в конструкторском бюро ЧКЗ была организована специальная группа, куда приказом № 764 по Народному комиссариату танковой промышленности (НКТП) с УЗТМ были переведены конструкторы и инженеры Н. В. Курин, Г. Н. Рыбин, К. Н. Ильин и В. А. Вишняков. Все они уже имели опыт по быстрому созданию другой самоходно-артиллерийской установки, СУ-122. Постановление ГКО № 2692 от 4 января 1943 года предписывало НКТП и Народному комиссариату вооружений (НКВ) в лице ЧКЗ и опытного завода № 100 со стороны первого и заводов № 9 и 172 со стороны второго за 25 дней окончить проектирование тяжёлой 152-мм САУ, построить её опытный образец и передать его для испытаний. На тот момент детально рассматривались три альтернативы: У-18, проекты Льва Сергеевича Троянова и Жозефа Яковлевича Котина. Фёдор Фёдорович Петров, конструктор основного вооружения будущей машины — гаубицы-пушки МЛ-20, настаивал на её модернизации. Однако очень краткий срок, отпущенный на выполнение задания, естественным образом заставил конструкторов остановиться на варианте с наименьшим числом переделок танковой базы и орудия. Таким требованиям удовлетворял проект Ж. Я. Котина и именно он был принят к реализации.
17 января 1943 года был изготовлен макет будущей самоходки, получивший одобрение свыше. Машина в деловой переписке и документах НКТП получила обозначение КВ-14 или СУ-14 (не путать с довоенной тяжёлой САУ конструкции П. Н. Сячинтова на базе узлов и агрегатов танков Т-28 и Т-35). 19 января на ходовой части КВ-1с приступили к монтажу полученных с завода № 200 полуфабрикатов броневой рубки, к утру 23 января для завершения в целом работ над этим прототипом не хватало только орудия. Его доставили поздно вечером, причём оно не подходило под амбразуру в броневой маске, поэтому всю ночь шли необходимые работы по его установке в САУ. Это орудие несколько отличалось от серийных гаубиц-пушек МЛ-20 — у него все маховики управления были перенесены на левую сторону ствола для большего удобства работы наводчика в стеснённом боевом отделении машины. Дульная скорость и прочие внешние баллистические данные остались неизменными по сравнению с базовым вариантом. Следующим утром машина, получившая обозначение Объект 236 (заводской номер 3011: 3 - 1943 год, 01 - январь, 1 - первая машина), самостоятельно отправилась на Чебаркульский полигон, где успешно выдержала заводские и впоследствии государственные испытания. 9 февраля 1943 года ГКО постановлением № 2859 принял новую САУ на вооружение Красной армии под названием СУ-152.

### Серийное производство
В отличие от лёгких СУ-76 и средних СУ-122, быстро запущенных в серию и уже в феврале 1943 года принявших участие в своём первом бою, организация производства СУ-152 на ЧКЗ шла медленно. Завод был загружен одновременным изготовлением как тяжёлого танка КВ-1с, так и среднего Т-34, много времени и персонала требовала подготовка к планировавшемуся переходу на выпуск новой модели тяжёлого танка. Поэтому темпы освоения СУ-152 в серии были не столь высокими, как у других моделей советских САУ того периода. Март 1943 года ушёл на технологическую составляющую производственного процесса, к концу этого месяца в плановую работу было сдано более 80 % необходимых приспособлений и инструментов. В апреле производство начало набирать обороты, в мае материальная часть для первого тяжёлого самоходно-артиллерийского полка (12 машин) была сдана заказчику.
Нахождение в серийном производстве СУ-152 не было долгим. Уже в конце 1942 года стало ясно, что базовый танк КВ-1с для этой самоходки не отвечает возросшим требованиям к тяжёлому танку прорыва, активно велись работы по созданию новой машины, прототип которой Объект 237 был построен и испытан в июле — августе 1943 года. 4 сентября 1943 года постановлением ГКО № 4043сс он был принят на вооружение Красной армии как ИС-85 (несколько позднее его стали параллельно именовать ИС-1) и производство КВ-1с было окончательно завершено. Однако развернуть серийный выпуск ИС-85 и 152-мм тяжёлой САУ на его базе в сентябре 1943 года не удалось, поэтому было принято временное решение об установке башни от ИС-85 на шасси КВ-1с (так получился танк КВ-85) и продолжении производства СУ-152. Но уже к концу октября 1943 года работы по переводу 152-мм САУ на новую базу в целом были успешно завершены, а 6 ноября последовал приказ о прекращении выпуска СУ-152. Но поскольку серийное производство представляет собой достаточно инерционный процесс, сборка уже произведённых корпусов СУ-152 продолжалась ещё в декабре 1943 года, а последние две машины были сданы в январе 1944 года. Всего ЧКЗ построил 670 САУ СУ-152 (включая одну опытную).
| Год   | январь | февраль | март  | апрель | май   | июнь  | июль  | август | сентябрь | октябрь | ноябрь | декабрь | Всего |
| ----- | ------ | ------- | ----- | ------ | ----- | ----- | ----- | ------ | -------- | ------- | ------ | ------- | ----- |
| 1943  | 1      | 15      | 90    | 75     | 25    | 84    | 80    | 84     | 84       | 84      | 42     | 4       | 668   |
| 1944  | 2      |         |       |        |       |       |       |        |          |         |        |         | 2     |
| Итого | Итого  | Итого   | Итого | Итого  | Итого | Итого | Итого | Итого  | Итого    | Итого   | Итого  | Итого   | 670   |

### Глубокая модернизация
Планируемая замена тяжёлого танка КВ-1с перспективным танком прорыва ИС-85, потребовала и перевода СУ-152 на перспективную базу. Но этим работы над совершенствованием САУ не ограничивались. Ещё до боевого дебюта СУ-152 у неё был выявлен ряд серьёзных недостатков. В этой связи, 25 мая 1943 года распоряжением по заводу № 100 конструкторская группа самоходной артиллерии приступила к модернизации машины. Группу возглавлял Г. Н. Москвин, и прикомандированный к ней Н. В. Курин, имеющий большой опыт в создании самоходных артиллерийских установок. Совместно с заказчиком были выработаны расширенные тактико-технические требования на модернизированный образец тяжёлой САУ, который на тот момент в документах обозначался как СУ-152-М. Согласно первоисточникам они включали в себя следующее:

Разработка тяжелого самохода СУ-152-М ведётся на замену самохода КВ-14.
1) для самохода использовать шасси и МТО танка «Объект 237»;
2) основное вооружение сохранить в виде 152-мм самоходной пушки МЛ-20С обр. 1942 г., имеющей внутреннюю баллистику гаубицы-пушки указанного калибра обр. 37 г.;
3) необходимо дополнить пушечное вооружение тяжелого самохода оборонительным пулемётом кругового обстрела калибра 7,62-мм или зенитным пулемётом калибра 12,7-мм;
4) увеличить толщину брони лобового листа корпуса до 90—100 мм;
5) обзорность увеличить применением нескольких смотровых приборов типа Mk-IV на поворотном основании;
6) улучшить вентиляцию боевого отделения введением дополнительного вентилятора или предусмотреть продувку ствола орудия после выстрела…

Завершение проекта планировалось к 1 июля 1943 года, но группа справилась с заданием раньше срока, в конце июля была начата постройка опытного образца, под названием ИС-152.

Однако в дальнейшем наступает неясность — новые танки ИС-85, КВ-85 и САУ ИС-152 были показаны в Кремле руководству страны во главе с И. В. Сталиным, однако в мемуарах участников событий и располагаемых архивных документах отсутствуют точная дата этого смотра и точный список присутствовавших. Называется день 31 июля 1943 года, но согласно документам ЧКЗ тогда танки КВ-85 и ИС-85 находились на испытаниях. Историк М. Н. Свирин предполагает проведение показа 31 августа, а группа авторов многочисленных публикаций на бронетанковую тематику под руководством полковника И. Г. Желтова — 8 сентября. Также не ясно, какая САУ показывалась руководству. Предполагается, что это была опытная САУ ИС-152, но существует фотография, на которой запечатлён И. В. Сталин в Кремле на самоходке, внешне идентичной с СУ-152. Возможно, что руководству показывался модернизированный образец СУ-152, на котором были опробованы усовершенствования, предполагаемые к внедрению на ИС-152.
Так или иначе, но упомянутым выше постановлением ГКО № 4043сс от 4 сентября 1943 года именно САУ ИС-152 принималась на вооружение наряду с КВ-85 и ИС-85, но по документам ЧКЗ она оказалась значительно дороже серийной СУ-152. В течение сентября — октября 1943 года производилось совершенствование конструкции САУ ИС-152, был построен второй опытный образец: Объект 241 на базе танка ИС, который по стоимости оказался сравнимым с серийной СУ-152. Он был принят к серийному производству 6 ноября 1943 года как ИСУ-152 и уже в январе 1944 года полностью заместил СУ-152 на сборочных линиях ЧКЗ.

## Описание конструкции
Самоходная артиллерийская установка СУ-152 имела ту же компоновку, что и все другие серийные советские САУ периода Великой Отечественной войны за исключением СУ-76. Полностью бронированный корпус был разделён на две части. Экипаж, орудие и боезапас размещались впереди в броневой рубке, которая совмещала боевое отделение и отделение управления. Двигатель и трансмиссия были установлены в корме машины. Три члена экипажа находились слева от орудия: впереди механик-водитель, затем наводчик, и сзади — заряжающий, а два остальных — командир машины и замковый — справа. Один топливный бак располагался в моторном отделении, а два других — в боевом, то есть в обитаемом пространстве машины. Последнее отрицательно сказывалось на взрывобезопасности и выживаемости экипажа в случае поражения САУ вражеским снарядом.

### Броневой корпус и рубка
Броневой корпус и рубка самоходной установки сваривались из катаных броневых плит толщиной 75, 60, 30 и 20 мм. Броневая защита дифференцированная, противоснарядная. Броневые плиты рубки устанавливались под рациональными углами наклона. Для удобства технического обслуживания надмоторные броневые плиты, а также крыша рубки были выполнены съёмными. В корпусе было прорезано достаточно большое количество лючков и отверстий для загрузки боекомплекта, стрельбы из личного оружия, установки торсионов подвески, антенного ввода, горловин топливных баков, смотровых приборов и прицелов, слива топлива и масла. Ряд из них закрывался броневыми крышками, пробками или козырьками. Для обеспечения доступа к узлам и агрегатам двигателя на крыше моторного отделения имелся большой прямоугольный люк с выштамповкой и отверстием для заливки воды в систему охлаждения силовой установки. В броневой плите над трансмиссионным отделением располагались ещё два круглых люка с откидными крышками на петлях. Они предназначались для доступа к механизмам трансмиссии.
Экипаж полностью располагался в броневой рубке, которая объединяла боевое отделение и отделение управления. От моторного отделения рубка отделялась перегородкой, в которой находились шиберы, необходимые для вентиляции боевого отделения. При открытых шиберах работающий двигатель создавал тягу воздуха, нужную для обновления воздуха в обитаемом пространстве машины. Для посадки-высадки экипажа предназначались правый круглый одностворчатый люк на крыше рубки и прямоугольный двустворчатый люк на стыке крышевой и задней бронеплит рубки. Круглый люк слева от орудия не предназначался для посадки-выхода экипажа, он требовался для вывода наружу удлинителя панорамного прицела; но в экстренной ситуации он мог использоваться и для эвакуации экипажа. Ещё один аварийный люк для покидания машины располагался в днище, сзади сиденья механика-водителя. Основное вооружение — 152-мм гаубица-пушка МЛ-20С — монтировалась в установке рамного типа справа от осевой линии машины на лобовой бронеплите рубки. Противооткатные устройства орудия защищались неподвижным литым броневым кожухом и подвижной литой сферической бронемаской, которая также выполняла функции уравновешивающего элемента.
К броневой рубке и корпусу приваривались поручни для танкового десанта, а также бонки и кронштейны для крепления дополнительных топливных баков и некоторых элементов набора запасных частей, инвентаря и принадлежностей к машине. Другие его компоненты укладывались на надгусеничных полках или в боевом отделении самоходки.

### Вооружение

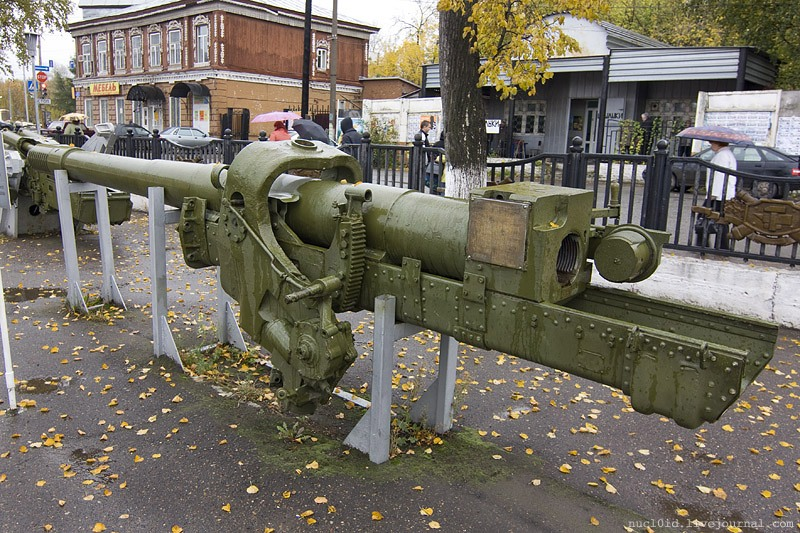
152-мм гаубица-пушка МЛ-20С в музее ОАО «Мотовилихинские заводы» в Перми

Основным вооружением СУ-152 была модификация МЛ-20С нарезной 152-мм гаубицы-пушки обр. 1937 г. (МЛ-20). Различия между качающимися частями самоходного и буксируемого вариантов обуславливались необходимостью обеспечения удобства работы заряжающего и наводчика в стеснённом боевом отделении самоходки. В частности, маховики горизонтальной и вертикальной наводки у МЛ-20С располагались слева от ствола (тогда как у МЛ-20 — по обе стороны) и самоходный вариант орудия дополнительно оснащался зарядным лотком. Орудие устанавливалось в карданной монтировке рамного типа, дозволяющей углы возвышения от −5 до +18° и сектор горизонтального обстрела в 12°. Гаубица-пушка МЛ-20С имела ствол длиной 29 калибров, дальность стрельбы прямой наводкой достигала 3,8 км, максимально возможная — около 13 км. Оба поворотных механизма орудия ручные, секторного типа с маховиками слева от ствола, обслуживались наводчиком САУ. Спуск гаубицы-пушки механический ручной.
Боекомплект орудия составлял 20 выстрелов раздельно-гильзового заряжания. Снаряды и метательные заряды в гильзах укладывались вдоль бортов и задней стенки боевого отделения самоходки. Максимальная скорострельность — 2 выстрела в минуту. В состав боекомплекта могли входить практически все 152-мм пушечные и гаубичные снаряды, но на практике использовалось только ограниченное их подмножество:
| Номенклатура боеприпасов |                |               |                   |              |                    |                                 |                                     |
| Индекс выстрела          | Индекс снаряда | Индекс заряда | Масса снаряда, кг | Масса ВВ, кг | Масса выстрела, кг | Начальная скорость снаряда, м/с | Максимальная дальность стрельбы, км |
| Бронебойные              |                |               |                   |              |                    |                                 |                                     |
| 53-ВБР-545               | 53-БР-540      | 54-Ж-545Б     | 48,8              | 0,66         | 64                 | 600                             | 4                                   |
| 53-ВБР-545Б              | 53-БР-540Б     | 54-Ж-545Б     | 46,5              | 0,48         | 64                 | 600                             | 4                                   |
| Осколочные               |                |               |                   |              |                    |                                 |                                     |
| 53-ВО-545А               | 53-О-530А      | 54-ЖН-545     | 40                | 5,31         | 56                 | 615                             | 10,71                               |
| 53-ВО-545АУ              | 53-О-530А      | 54-ЖН-545У    | 40                | 5,31         | 52                 | 440                             | 7,47                                |
| Осколочно-фугасные       |                |               |                   |              |                    |                                 |                                     |
| 53-ВОФ-545Г              | 53-ОФ-530      | 54-ЖН-545     | 40                | 5,83         | 56                 | 615                             | 10,76                               |
| 53-ВОФ-545ГУ             | 53-ОФ-530      | 54-ЖН-545У    | 40                | 5,83         | 52                 | 440                             | 7,44                                |
| 53-ВОФ-545               | 53-ОФ-540      | 54-ЖН-545     | 43,56             | 5,86         | 60                 | 606                             | 11,4                                |
| 53-ВОФ-545У              | 53-ОФ-540      | 54-ЖН-545У    | 43,56             | 5,86         | 55                 | 425                             | 7,4                                 |

Номенклатура метательных зарядов также была существенно уменьшена — она включала в себя специальный заряд Ж-545Б под бронебойный снаряд, переменные заряды и уменьшенные переменные заряды «нового образца» (Ж-545, ЖН-545, Ж-545У, ЖН-545У) и «старого образца» (Ж-544, ЖН-544, ЖН-544У) под прочие типы снарядов. При этом, стрельба полным зарядом была запрещена.
Для самообороны экипаж снабжался двумя пистолет-пулемётами ППШ с 18 дисками (1278 патронов) и 25 ручными гранатами Ф-1. Позднее боекомплект к пистолет-пулемётам увеличили до 22 дисков (1562 патрона). В ряде случаев к этому вооружению добавлялся пистолет для стрельбы сигнальными ракетами.
Также для СУ-152 была разработана турельная установка зенитного крупнокалиберного 12,7-мм пулемёт ДШК с коллиматорным прицелом К-8Т на правом круглом люке командира машины. Боекомплект к ДШК составлял 250 патронов. На заводе на вновь выпущенные самоходки этот пулемёт не устанавливался, но имеются упоминания о том, что небольшое число СУ-152 получили установку ДШК в ходе капитального ремонта в 1944—1945 гг.

### Двигатель
СУ-152 оснащалась четырёхтактным V-образным 12-цилиндровым дизельным двигателем жидкостного охлаждения В-2К мощностью 600 л. с. (441 кВт). Пуск двигателя обеспечивался стартёром СТ-700 мощностью 11 кВт (15 л. с.) или сжатым воздухом из двух резервуаров ёмкостью 5 л в боевом отделении машины. Основные топливные баки объёмом 600—615 л располагались и в боевом, и в моторно-трансмиссионном отделении. Также СУ-152 комплектовались четырьмя наружными дополнительными цилиндрическими топливными баками, по два вдоль бортов моторно-трансмиссионного отделения и не связанными с топливной системой двигателя. Каждый из них имел ёмкость на 90 л топлива. Запаса топлива во внутренних баках хватало на 330 км хода по шоссе.

### Трансмиссия
Самоходно-артиллерийская установка СУ-152 оснащалась механической трансмиссией, в состав которой входили:
- многодисковый главный фрикцион сухого трения «стали по феродо»;
- четырёхступенчатая коробка передач с демультипликатором (8 передач вперёд и 2 назад);
- два многодисковых бортовых фрикциона с трением «сталь по стали» и плавающими ленточными накладками из феродо;
- два бортовых планетарных редуктора.

Все приводы управления трансмиссией — механические, механик-водитель управлял поворотом и торможением САУ двумя рычагами под обе руки по обеим сторонам своего рабочего места.

### Ходовая часть
Ходовая часть СУ-152 была идентична базовому танку КВ-1с. Подвеска машины — индивидуальная торсионная для каждого из 6 цельнолитых двускатных опорных катков малого диаметра (600 мм) по каждому борту. Напротив каждого опорного катка к бронекорпусу приваривались ограничители хода балансиров подвески. Ведущие колёса со съёмными зубчатыми венцами цевочного зацепления располагались сзади, а ленивцы с винтовым механизмом натяжения гусеницы — спереди. Верхняя ветвь гусеницы поддерживалась тремя малыми цельнолитыми поддерживающими катками по каждому борту. Каждая гусеница состояла из 86—90 одногребневых траков шириной 608 мм.

### Противопожарное оборудование
Самоходно-артиллерийская установка оснащалась стандартным для советской бронетехники тетрахлорным переносным огнетушителем. Тушение пожара в машине требовалось выполнять в противогазах — при попадании тетрахлорида углерода на горячие поверхности происходила химическая реакция частичного замещения хлора атмосферным кислородом с образованием фосгена — сильнодействующего ядовитого вещества удушающего действия.

### Средства наблюдения и прицелы
СУ-152 имела достаточно большое количество средств наблюдения за полем боя. На крыше боевого отделения устанавливалось три призменных смотровых прибора с защитными броневыми крышками, ещё два таких прибора ставилась на левом круглом люке и верхней створке прямоугольного двустворчатого люка. Рабочее место командира машины оснащалось перископом ПТК-4. Механик-водитель в бою вёл наблюдение через смотровой прибор с триплексом, который защищался броневой заслонкой. Этот смотровой прибор устанавливался в бронированном люке-пробке на лобовой бронеплите слева от орудия. В спокойной обстановке этот люк-пробка мог быть выдвинут вперёд, обеспечивая механику-водителю более удобный непосредственный обзор с его рабочего места.
Для ведения огня СУ-152 оснащалась двумя орудийными прицелами — телескопическим СТ-10 для стрельбы прямой наводкой и панорамой Герца для стрельбы с закрытых позиций. Телескопический прицел СТ-10 был градуирован на прицельную стрельбу на расстоянии до 900 м. Однако дальность выстрела гаубицы-пушки МЛ-20С составляла до 13 км, и для стрельбы на расстояние свыше 900 м (как прямой наводкой, так и с закрытых позиций) наводчику приходилось использовать второй, панорамный прицел. Для обеспечения обзора через верхний левый круглый люк в крыше рубки панорамный прицел комплектовался специальным удлинителем. Для обеспечения возможности огня в тёмное время суток шкалы прицелов имели приборы подсветки.

### Электрооборудование
Электропроводка в самоходке СУ-152 была однопроводной, вторым проводом служил бронекорпус машины. Исключение составляла цепь аварийного освещения, которая была двухпроводной. Источниками электроэнергии (рабочее напряжение 24 В) были генератор ГТ-4563А с реле-регулятором РРА-24 мощностью 1 кВт и четыре параллельно-последовательно соединённые аккумуляторные батареи марки 6-СТЭ-128 или 6-СТЭ-144 общей ёмкостью 256 или 288 А·ч соответственно. Потребители электроэнергии включали в себя:
- наружное и внутреннее освещение машины, приборы подсветки прицелов и шкал измерительных приборов;
- наружный звуковой сигнал;
- контрольно-измерительные приборы (амперметр и вольтметр);
- средства связи — радиостанция и танковое переговорное устройство;
- электрика моторной группы — стартёр СТ-700, пусковое реле РС-371 или РС-400 и т. д.[18]

### Средства связи
Средства связи включали в себя радиостанцию 9Р (или 10Р, 10РК-26) и переговорное устройство ТПУ-4-Бис на 4 абонента.
Радиостанции типов 9Р, 10Р или 10РК представляли собой комплект из передатчика, приёмника и умформеров (одноякорных мотор-генераторов) для их питания, подсоединяемых к бортовой электросети напряжением 24 В.
Радиостанция 9Р являлась симплексной ламповой коротковолновой радиостанцией выходной мощностью 20 Вт, работающей на передачу в диапазоне частот от 4 до 5,625 МГц (соответственно длины волн от 53,3 до 75 м), а на приём — от 3,75 до 6 МГц (длины волн от 50 до 80 м). Разный диапазон передатчика и приёмника объяснялся тем обстоятельством, что для двусторонней связи «САУ — САУ» предназначался диапазон 4—5,625 МГц, а расширенный диапазон приёмника использовался для односторонней связи «штаб — САУ». На стоянке дальность связи в телефонном режиме (голосовой, амплитудная модуляция несущей) при отсутствии помех достигала 15—25 км, в движении она несколько уменьшалась. Телеграфный режим передачи информации у радиостанции 9Р отсутствовал.
10Р представляла собой симплексную ламповую коротковолновую радиостанцию, работающую в диапазоне частот от 3,75 до 6 МГц. На стоянке дальность связи в телефонном режиме была аналогична радиостанции 9Р, но в отличие от неё бо́льшую дальность связи можно было получить в телеграфном режиме, когда информация передавалась телеграфным ключом азбукой Морзе или иной дискретной системой кодирования. Стабилизация частоты осуществлялась съёмным кварцевым резонатором, плавная подстройка частоты отсутствовала. 10Р позволяла вести связь на двух фиксированных частотах, для их смены использовался другой кварцевый резонатор из 15 пар в комплекте радиостанции.
Радиостанция 10РК являлась технологическим улучшением предыдущей модели 10Р, она стала проще и дешевле в производстве. У этой модели появилась возможность плавного выбора рабочей частоты, число кварцевых резонаторов было уменьшено до 16. Характеристики по дальности связи значительных изменений не претерпели.
Танковое переговорное устройство ТПУ-4-Бис позволяло вести переговоры между членами экипажа танка даже в сильно зашумленной обстановке и подключать шлемофонную гарнитуру (головные телефоны и ларингофоны) к радиостанции для внешней связи.

## Модификации
Самоходно-артиллерийская установка СУ-152 выпускалась в единственной модификации, хотя по ходу серийного производства в её конструкцию вносились мелкие изменения, направленные на улучшение технологии её изготовления. Именно в этом плане серийные машины отличались от прототипа «Объект 236», в ходе постройки которого пришлось прибегать к подгоночным работам «по месту» для установки ряда важных элементов конструкции, например, ствольной группы гаубицы-пушки. Также на основании фотографии И. В. Сталина в Кремле на САУ с внешним обликом СУ-152 и зафиксированного сопровождающими лицами его разговора с механиком-водителем этой машины можно предположить наличие переходного варианта от СУ-152 к будущей ИСУ-152, когда в корпус первой устанавливался ряд узлов и агрегатов новой самоходки. Иных опытных и серийных машин на базе СУ-152, за исключением упомянутых выше «Объекта 236» и показанного И. В. Сталину переходного варианта, не существовало. Также иногда в популярной советской литературе 1980-х годов под индексом СУ-152 подразумевается разработанная десятилетием позже и совершенно не связанная по конструкции с одноимённой машиной периода Великой Отечественной войны самоходная гаубица 2С3 «Акация». СУ-152 имели в зависимости от производственной партии некоторые отличия в конструкции, это не являлось официальной модификацией (новый индекс не присваивался), однако:
1. Верхняя часть подвижной бронировки орудия могла быть 3 вариантов: без дополнительной брони, с дополнительной 30 мм пластиной, имеющей 2 выреза в нижней части, под орудие и прицел, с 60 мм бронеплитой сваренной из двух 30 мм с вырезамии, расположенными симметрично в верхней части.
2. На правой стороне подвижной бронировки орудия приваривался дополнительный поручень.
3. Наличие/отсутствие скоб на 3 и 5 уголке крепления надгусеничных полок.
4. Расположение вентиляторов на крыше рубки БО. первые серийные образцы были с одним или без вентиляторов, после осмотра Сталиным первых серийных образцов была улучшена система вентиляции.
5. Несколько видов крюков для троса.
6. Дополнительная броня для мехвода в виде полукруглого бронированного воротника под стволом на ВЛД.
7. С дневным фонарем или без. С решеткой на фонаре или без.
8. Разные модели звуковых гудков
9. С креплениями для запасных траков или без на ВЛД.

## Различия между ИСУ-152 и СУ-152

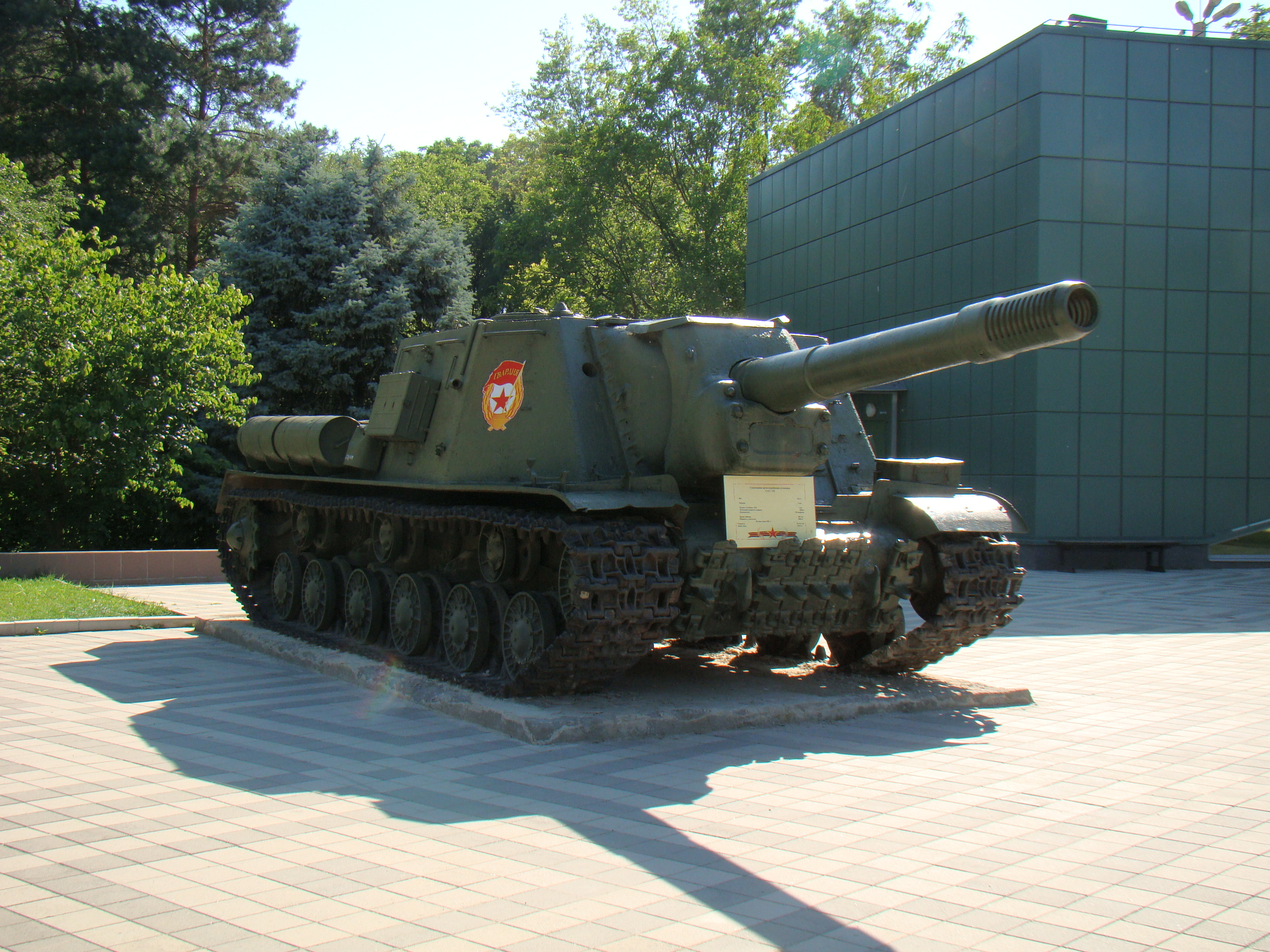
ИСУ-152, обозначенная как «САУ-152 на базе танка ИС», Краснодар

СУ-152 часто путают с ИСУ-152. Машины различаются по следующим характерным признакам:
1. Ходовая часть. У СУ-152 — от КВ-1С катки (восьмилучевые, серийные), звёздочки с плоской крышкой, передние ленивцы большего размера. ИСУ-152 — от ИС-2, меньшие катки без ярко выраженных лучей, ленивец с меньшими вырезами, звёздочки с овальными колпаками.
2. Рубка. У СУ-152 рубка с плоскими люками на образец КВ. Зенитного пулемёта нет, крепления тоже. 5 перископов на рубке. 4 поручня по бортам рубки, сзади — один справа от люка.
3. Форма рубки. У СУ-152 более низкая по силуэту рубка корпуса. Вертикальный стык боковых бронелистов находится практически посередине борта рубки, тогда как у ИСУ-152 этот стык сдвинут вперед.
4. Крылья. У СУ-152 по типу КВ, с треугольными косынками усиления 2 и 3 уголок имеют треугольные отверстия, топливные баки крепятся к краям полок. .[26]
5. ВЛД. У СУ-152 имеет пластину усиления, наваренную на стыке ВЛД и НЛД. Серповидная пластина под маской орудия для защиты стыка маски и корпуса с отверстием для сброса воды.
6. МТО. У СУ-152 аналогично КВ-1С. С 2 решётками с изогнутой защитой жалюзи, 2 люками круглой формы сзади, 4 поручнями для десанта по всей длине. Патрубки расположены под бронеколпаками на середине стыка двух плит МТО. Люк доступа к двигателю большего размера, с круглой выштамповкой и механизмом стопора (V — образная конструкция).
7. НКД. У СУ-152 имеет С-образную закруглённую форму, на стыке ВКД и НКД — решётка вентиляции двигателя с отбойником газов с 4 кронштейнами по всей длине.
8. У СУ-152 гусеницы от КВ-1С.[27] У СУ-152 грязеочистители по типу КВ, а не ИС.
9. СУ-152 никогда не подвергались модернизации после войны. Соответственно, никаких крыльев и ЗИП по типу ИС-2М быть не может.

## Организационно-штатная структура
Поскольку из серийных самоходно-артиллерийских установок первого поколения СУ-152 поступила в войска позже других, то формирование оснащённых ими частей началось уже после передачи самоходной артиллерии командующему бронетанковыми и механизированными частями РККА весной 1943 года. Однако по аналогии с организационно-штатной структурой ранее сформированных частей, вооружённых СУ-76 и СУ-122, оснащённые СУ-152 части самоходной артиллерии также решили формировать в виде тяжёлых самоходно-артиллерийских полков (ТСАП). Эта полковая структура была заимствована из артиллерии и была удобной в тактическом и организационном плане. Первый её вариант для ТСАП под № 08/218 при 12 СУ-152 и 361 человек в полку всё ещё сохранял некоторые особенности организационно-штатной структуры, характерные для «чистых» артиллеристов:
- Командир САП:
  - Батареи:
    - 1-я батарея (2 СУ-152);
    - 2-я батарея (2 СУ-152);
    - 3-я батарея (2 СУ-152);
    - 4-я батарея (2 СУ-152);
    - 5-я батарея (2 СУ-152);
    - 6-я батарея (2 СУ-152);

  - Штаб полка:
    - Взвод управления;

  - Службы тыла:
    - Полковой медпункт;
    - Хозяйственное отделение;
    - Артиллерийская ремонтная мастерская;
    - Взводы:
      - Парковый взвод;
      - Взвод боепитания.[30]

С точки зрения иерархии подчинения тяжёлые самоходно-артиллерийские полки должны были принадлежать резерву Верховного Главнокомандования (РВГК) и использоваться для качественного усиления на направлениях главного удара танковых и стрелковых частей и соединений РККА. При этом они должны были действовать преимущественно в роли артиллерии усиления, нанося удары с закрытых огневых позиций, и лишь в случае необходимости переходить в боевые порядки войск для разрушения фортификационных сооружений противника, отражения его танковых контратак и противодействия его подходящим резервам.
По результатам анализа первых месяцев боевого применения СУ-152 организационно-штатная структура ТСАП была пересмотрена в сторону унификации со штатами полков, вооружённых СУ-76 и СУ-85, которые были более характерны для танковых войск. В новом штате № 010/482 для ТСАП при той же численности САУ количество личного состава полка было сокращено до 234 человек, а во взвод управления вводился «командирский» танк КВ-1с. Также ревизии подверглись разделение линейных САУ по батареям и организация служб тыла полка:
- Командир САП:
  - Батареи:
    - 1-я батарея (3 СУ-152);
    - 2-я батарея (3 СУ-152);
    - 3-я батарея (3 СУ-152);
    - 4-я батарея (3 СУ-152);

  - Штаб полка:
    - Взвод управления (1 КВ-1с);

  - Службы тыла:
    - Полковой медпункт;
    - Хозяйственное отделение;
    - Взводы:
      - Ремонтный взвод;
      - Транспортный взвод;
      - Взвод боепитания.[33]

Однако и этот вариант не был окончательным. В связи с запуском в серию новой САУ ИСУ-152 под них был разработан штат № 010/461, во многом унифицированный со штатом отдельного гвардейского тяжёлого танкового полка (ОГвТТП), всего 21 машина в обоих случаях. Этот вариант организационно-штатной структуры был признан оптимальным и просуществовал вплоть до конца войны:
- Командир САП:
  - Батареи:
    - 1-я батарея (5 СУ-152/ИСУ-152);
    - 2-я батарея (5 СУ-152/ИСУ-152);
    - 3-я батарея (5 СУ-152/ИСУ-152);
    - 4-я батарея (5 СУ-152/ИСУ-152);

  - Рота автоматчиков;
  - Штаб полка:
    - Взвод управления (1 СУ-152/ИСУ-152);

  - Службы тыла:
    - Полковой медпункт;
    - Хозяйственное отделение;
    - Взводы:
      - Ремонтный взвод;
      - Транспортный взвод;
      - Сапёрный взвод;
      - Взвод боепитания.[35]

При формировании тяжёлым самоходно-артиллерийским полкам штата № 010/461 сразу же присваивалось звание гвардейских, причём они также имели статус отдельных (ОТСАП). Поэтому начиная с 1944 года в документах наблюдается разнообразие обозначений полков — одновременно используются аббревиатуры ТСАП, ГвТСАП, ОТСАП, ОГвТСАП в различных комбинациях строчных и прописных букв, а также точек при сокращениях. Весной 1944 года ТСАП на СУ-152 были переведены на штат № 010/461, но поскольку ИСУ-152 (а с апреля 1944 года и ИСУ-122) поступали в войска постепенно, то перевооружение шло по мере их поставок в РККА. При этом некоторые ТСАП на СУ-152 сохраняли старый штат, а другие переводились на новый, оставаясь с прежней материальной частью. Из-за нехватки СУ-152 бывали случаи, когда ТСАП комплектовались иными машинами, например, КВ-85 и наоборот — ОГвТТП получали СУ-152 взамен потерянных в боях или убывших на ремонт танков. Так в РККА появились отдельные тяжёлые танкосамоходные полки и впоследствии эта практика имела место вплоть до конца войны.

## Боевое применение

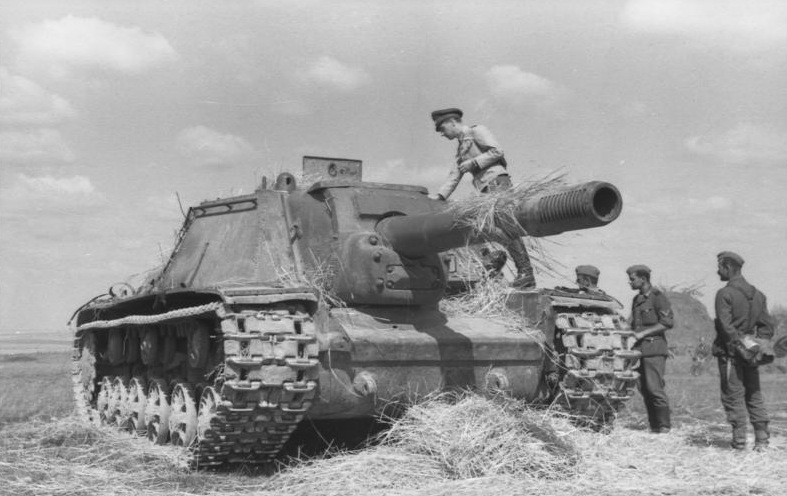
СУ-152, август-сентябрь 1943 года

Боевым дебютом СУ-152 стало сражение на Курской дуге, где находились два ТСАП (1540 и 1541 тсап) общей численностью 24 машины этого типа. Ввиду малого количества, заметной роли в масштабе всей битвы они не сыграли, однако важность их наличия не подвергается сомнению. Использовались они в большей степени как истребители танков, поскольку только они одни из наличествующих образцов советской бронетехники могли эффективно бороться с новыми и модернизированными немецкими танками и САУ на практически любой дистанции боя. Стоит заметить, что большинство немецкой бронетехники на Курской дуге составляли модернизированные PzKpfw III и PzKpfw IV (из широко известных новых немецких образцов «Тигров» насчитывалось около 150 машин, включая командирские; «Пантер» — 200; «Фердинандов» — около 90). Тем не менее средние немецкие танки были грозными противниками, поскольку доведённая до 70—80 мм лобовая броня на дистанции свыше 300 метров была практически непробиваема для калиберных бронебойных снарядов советских 45-мм и 76-мм танковых пушек. Более эффективные подкалиберные имелись в очень малых количествах и на дистанциях свыше 500 м они тоже были неэффективными — из-за своей невыгодной с точки зрения аэродинамики «катушечной» формы быстро теряли скорость. Любые 152-мм снаряды СУ-152 вследствие своей большой массы и кинетической энергии обладали высоким деструктивным потенциалом и последствия их прямого попадания в бронеобъект были весьма серьёзными. Так как в 1943 году наблюдалась нехватка бронебойных снарядов БР-540, в ход против вражеской техники шли и морские полубронебойные обр. 1915/28 гг., и бетонобойные, а зачастую и осколочно-фугасные снаряды. Последние также обладали неплохим действием по бронецелям — хотя они и не пробивали толстую броню, их разрыв повреждал орудие, прицелы, ходовую часть вражеских машин. Причём для выведения из строя вражеского танка или САУ достаточно было и близкого попадания осколочно-фугасного снаряда в окрестность цели. Экипаж майора Санковского, командира одной из батарей СУ-152 и одного из танкистов-асов второй мировой, за один день вывел из строя 10 вражеских танков и получил два ордена Красного Знамени (19 августа 1943, 20 сентября 1943) (в некоторых источниках говорится, что этот успех относился ко всей его батарее). Число уничтоженных и повреждённых огнём СУ-152 вражеских машин сильно варьирует у разных авторов, например, упоминаются 12 «Тигров» и 7 «Фердинандов», или 4 «Фердинанда» 653-го тяжёлого истребительно-противотанкового дивизиона под посёлком Тёплое, не считая иных моделей немецкой бронетехники. Однако следует иметь в виду, что в Красной армии «Фердинандом» очень часто называли любую немецкую САУ, а за «Тигр» принимали экранированные варианты PzKpfw IV, сильно изменившие свой внешний облик. Однако эффективность применения СУ-152 по вражеским бронецелям была относительно высокой, и появившееся ещё до Курской битвы прозвище самоходки «Зверобой» укоренилось в Красной армии, что имело важное значение для поднятия морального духа войск, понёсших тяжёлые потери в бою и в какой-то мере ставших жертвой «тигро-» и «фердинандобоязни».
Перед началом Курской битвы Воронежский фронт имел в своём составе один тяжёлый самоходный артиллерийский полк с СУ-152, 1529 ТСАП. Данный полк входил в состав 7-й гвардейской армии под командованием генерал-лейтенанта М. С. Шумилова. В тактическом отношении полк был подчинён 201-й отдельной танковой бригаде, укомплектованной английскими танками «Валентайн» и «Матильда». СУ-152 полка активно использовались в боях с немецкими войсками, входящими в группу «Кемпф». Главным образом, самоходки использовались для стрельбы с закрытых огневых позиций, но имелись и случаи ведения огня по танкам противника прямой наводкой. Характерный пример боевой работы полка приведён в оперативной сводке полка за 8 июля 1943 года:

…В течение суток полк вёл огонь: 8.07.1943 г. в 16.00 по батарее штурмовых орудий на южной окраине свх. «Поляна». Подбито и сожжено 7 самоходных орудий и разбито 2 ДЗОТа, расход 12 ОФ гранат. В 17.00 по танкам противника (до 10 шт.), вышедшим на грейдерную дорогу 2 км юго-западнее свх. «Батрацкая Дача». Прямой наводкой СУ-152 3-й батареи 2 танка были зажжены и 2 подбиты, один из них Т-6. Расход 15 ОФ гранат. В 18.00 3-ю батарею посетил командующий 7-й гв. А генерал-лейтенант Шумилов и вынес благодарность расчётам за отличную стрельбу по танкам. В 19.00 была обстреляна колонна автомашин и повозок с пехотой на дороге южнее свх. «Поляна», разбито 2 автомашины, 6 повозок с пехотой. До роты пехоты рассеяно и частично уничтожено. Расход 6 ОФ гранат.
Позднее полк был выведен из подчинения 201 отб и переподчинён 5 гвардейской танковой армии. Планировалось его участие в известном контрударе под Прохоровкой, однако на исходные позиции полк прибыл лишь к вечеру 12 июля и без снарядов, в связи с чем участия в боях в этот день не принимал.

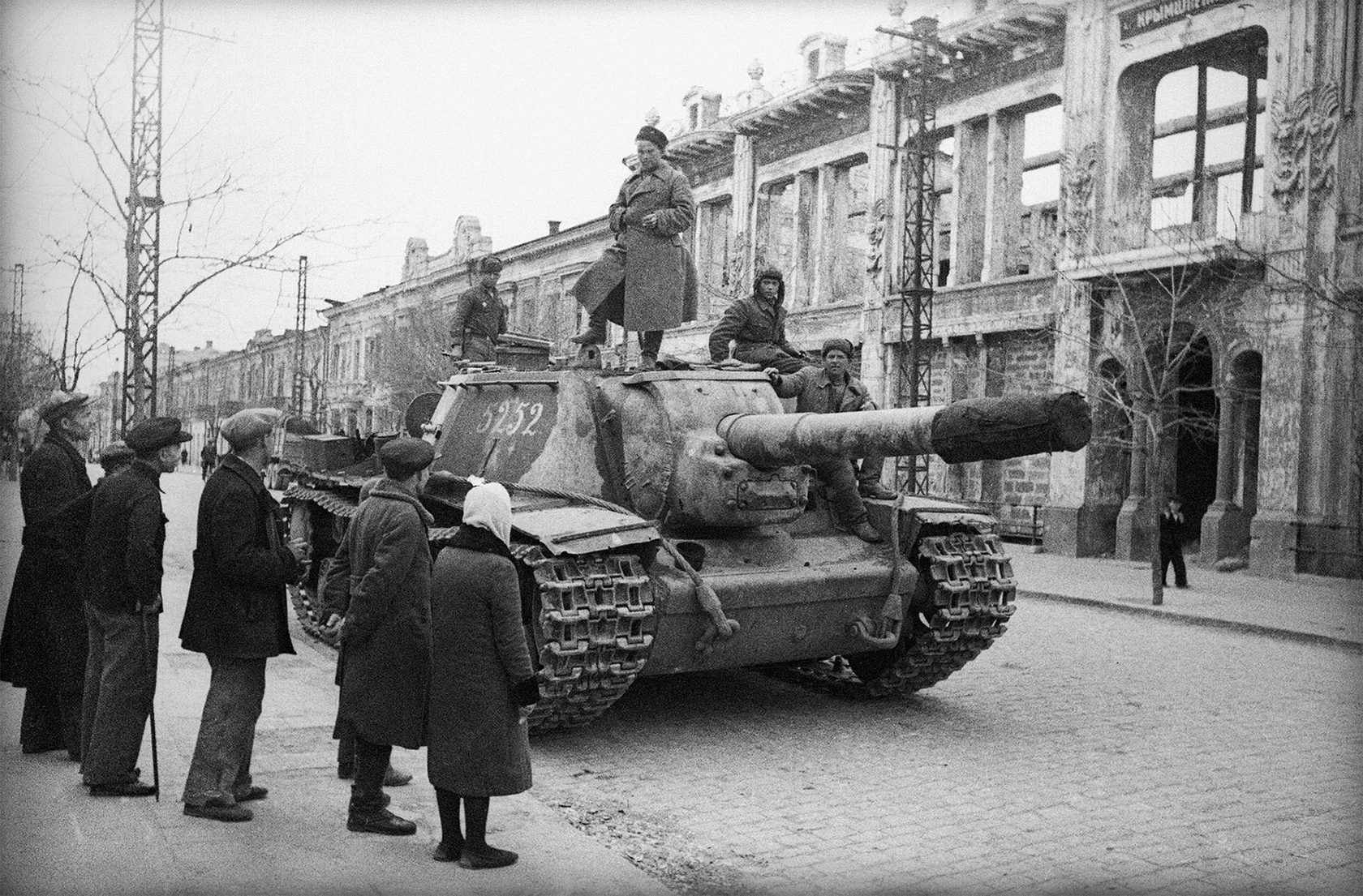
САУ СУ-152 1452-го самоходно-артиллерийского полка РГК 2-й гвардейской армии 4-го Украинского фронта на фоне разрушенного здания швейной фабрики

По ходу наступательной фазы Курской битвы СУ-152 также хорошо проявили себя в качестве мобильной тяжёлой артиллерии усиления танковых и стрелковых частей РККА. Часто они сражались в первых линиях наступающих сил, но есть и свидетельства о том, что их нередко использовали как изначально планировалось — в качестве средства огневой поддержки во второй линии, потому и выживаемость экипажей была выше. География использования СУ-152 во второй половине 1943 и первой половине 1944 годов была очень широкой — от Ленинграда до Крыма, например, 9 мая 1944 года в освобождённый Севастополь вошла единственная уцелевшая СУ-152 (вместе с КВ-85) 1452-го ТСАП. Но сравнительно небольшое число выпущенных машин вместе с боевыми и небоевыми потерями привели к тому, что со второго полугодия 1944 года их осталось уже немного, в ТСАП (ставшими гвардейскими ОТСАП) они были заменены при их реорганизации на ИСУ-152 и ИСУ-122, оставшиеся самоходки воевали в составе различных частей и соединений, включая формирования Войска Польского в СССР.

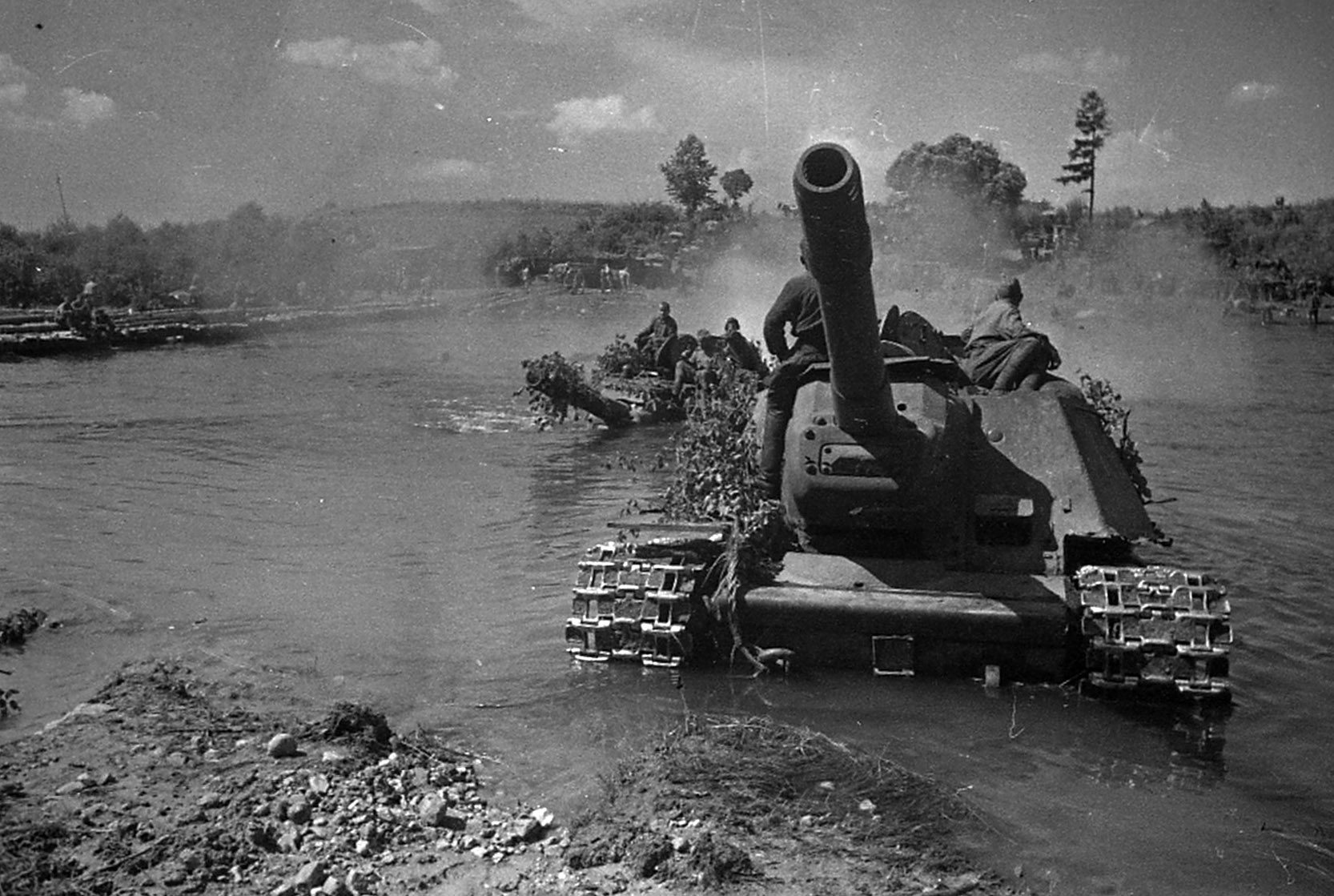
Самоходки СУ-152 преодолевают водную прегарду в Латвии.

Летом 1943 года вермахту удалось захватить как минимум одну СУ-152 и детально исследовать машину. Фотографии трофейной самоходки с кратким описанием были опубликованы в иллюстрированном журнале «Die Wehrmacht», она же удостоилась упоминания в иллюстрированном юмористическом руководстве по боевому применению «Пантеры» «Pantherfibel», изданном в 1944 году с санкции Хайнца Гудериана.
Безвозвратные потери СУ-152 за 1944 год:
| январь | февраль | март | апрель | май | июнь | июль | август | сентябрь | октябрь | ноябрь | декабрь | Всего |
| ------ | ------- | ---- | ------ | --- | ---- | ---- | ------ | -------- | ------- | ------ | ------- | ----- |
| 55     | 35      | 13   | 12     | 8   | 13   | 4    | 9      | 19       | 2       | 1      | 0       | 171   |

На 1 января 1944 года в войсках имелось 414 СУ-152, из них 317 во фронтовых частях, а на 1 января 1945 года, соответственно, 304 и 127.
Уцелевшие СУ-152 находились и на вооружении Советской армии в послевоенное время как минимум до 1958 года.

## Мифы о СУ-152
Распространённым мифом об истории создания СУ-152 является утверждение о том, что СУ-152 создавалась как ответ на появление нового тяжёлого танка «Тигр». Хотя хорошие противотанковые способности 152-мм тяжёлой САУ благодаря высокой дульной скорости и большой массе снарядов для МЛ-20 были отмечены советскими военными ещё на этапе эскизных разработок в первой половине 1942 года, главным назначением такого рода машины была артиллерийская поддержка танковых и механизированных частей Красной армии. Первый тяжёлый танк PzKpfw VI Ausf. H «Тигр» был захвачен под Ленинградом в январе 1943 года и испытан обстрелом ещё позже, поэтому он не мог оказать никакого влияния на разработку СУ-152. Интересен также тот факт, что на совместном совещании, посвящённом появлению у противника танков «Тигр», ни СУ-152, ни буксируемая гаубица-пушка МЛ-20 не рассматривались как возможные средства решения проблемы, скорее наоборот — высказывались идеи по вооружению САУ КВ-14 122-мм пушкой А-19 и увеличения выпуска буксируемых 122-мм пушек за счёт некоторого снижения объёма выпуска МЛ-20. Однако ещё до появления «Тигров» на поле боя в значительных количествах (то есть сражения на Курской дуге) с целью повышения боевого духа войск СУ-152 была широко задействована в листовках, фильмах и показательных расстрелах трофейной техники. Причём личный состав РККА в своей массе до боя ни тех, ни других машин не видел (да и во время Курского сражения было задействовано всего около полутора сотен «Тигров» и 24 СУ-152, что на фоне тысяч других бронированных машин вермахта и РККА составляло небольшую долю). Эти пропагандистские мероприятия и легли в основу поверья.
Кроме того, при обстреле «Тигра» на полигоне из орудия МЛ-20 не удалось добиться ни одного зачётного поражения из 10 выстрелов.

## На вооружении
- СССР.
- ДНР.

1 Снята с памятника позже брошена и захвачена ВСУ сейчас в музее вооружения Украины 
- ПНР —незначительное количество уцелевших машин, возможно уже в послевоенное время — как минимум две из трёх известных ныне существующих СУ-152 находятся в деревне Джонув Любушского воеводства Польши (Drzonow, Polska). На 16 июля 1945 года в войсках имелась лишь одна СУ-152, к 1949 году в наличии уже не значившаяся.[44]

## Оценка проекта
см. также раздел Оценка проекта в статье про САУ ИСУ-152
Среди серийных советских самоходно-артиллерийских установок первого поколения СУ-152 занимает несколько обособленное место — как наиболее удачной многоцелевой машины, пригодной к выполнению всех стоящих перед ней задач. Другие САУ — СУ-76, СУ-122 и СУ-85 — только частично оправдали возложенные на них ожидания. Сильно затруднительным оказалось применять СУ-122 против танков вследствие низкой настильности огня её орудия; мощность огня СУ-76 и СУ-85 по небронированным целям была в ряде случаев недостаточной, кроме того, СУ-76 первых модификаций были оснащены неудачной силовой установкой, что вынудило кардинально переработать её впоследствии. Благодаря сочетанию подвижности и большой огневой мощи, СУ-152 применялись и в роли штурмового орудия, и в роли истребителя танков, и как самоходные гаубицы. Однако низкая скорострельность орудия вследствие большой массы снарядов существенно снижала качества машины как истребителя танков, а небольшой угол возвышения вместе с закрытым боевым отделением не благоприятствовали использованию СУ-152 для стрельбы с закрытых позиций. К этим недостаткам, которые были обусловлены вооружением и компоновкой машины, СУ-152 имела ещё ряд своих собственных — отсутствие принудительной вентиляции боевого отделения (особенно проявляющемся при заглушённом двигателе, были даже случаи угорания экипажей при стрельбе) и оборонительного пулемёта, недостаточное для 1943 года лобовое бронирование, тесное боевое отделение. Практически все собственные недостатки СУ-152 удалось если не устранить, то как минимум сгладить в конструкции её преемницы ИСУ-152 при сохранении основного вооружения и компоновочной схемы машины, которые были признаны адекватными условиям не только Второй мировой войны, но и послевоенного времени.
Среди зарубежных машин СУ-152 не имела прямых и близких по времени создания аналогов в своей категории по массе. Вооружённые длинноствольными орудиями калибра 150—155 мм немецкая САУ Hummel («Хуммель») и американская Gun Motor Carriage M12 были легкобронированными самоходными гаубицами с полуоткрытой или открытой установкой основного вооружения на базе средних танков и, в отличие от достаточно хорошо защищённой со всех сторон СУ-152, выходили из строя при первом же близком разрыве тяжёлого осколочно-фугасного снаряда, и потому были гораздо более уязвимы для артподготовок и контрбатарейного огня. Вооружённые 88-мм пушками StuK 43 немецкие САУ на базе тяжёлых танков «Фердинанд» и «Ягдпантера» были специализированными истребителями танков (первый имел также одним из своих официальных обозначений «штурмовое орудие» и более чем в полтора раза превышал СУ-152 по массе). Бронепробиваемость их орудий и лобовая бронезащита существенно превосходили эти параметры у СУ-152, однако осколочно-фугасный снаряд был существенно слабее. Самым же близким аналогом советской САУ был так называемый «штурмовой танк» Sturmpanzer IV «Brummbär» («Бруммбэр»), построенный на базе среднего танка PzKpfw IV и вооружённый короткоствольной 150-мм гаубицей StuH 43, модификацией известного пехотного орудия sIG 33. При незначительно меньшей массе осколочно-фугасной гранаты Brummbär отличался гораздо более мощным лобовым бронированием (до 100 мм с некоторым наклоном) и также был очень эффективен против укреплений и небронированных целей. Как и СУ-152, немецкая САУ могла использоваться для стрельбы с закрытых позиций, причём вследствие большого угла возвышения орудия была возможной навесная стрельба, но из-за низкой начальной скорости снаряда Brummbär проигрывал СУ-152 в максимальной дальности своего огня. Также с успехом Brummbär мог применяться и против танков, поскольку помимо и без того разрушительной 150-мм осколочно-фугасной гранаты в его боекомплект входил ещё и кумулятивный снаряд, пробивавший 170—200 мм брони. Однако преимуществом СУ-152 в стрельбе по бронецелям перед немецкой САУ была высокая начальная скорость её снарядов — то есть бо́льшая настильность траектории и дальность прямого выстрела, меньшие трудности в прицеливании по движущейся мишени.
| Технические данные                 | СУ-152                      | Sturmpanzer IV               |
| ---------------------------------- | --------------------------- | ---------------------------- |
| Государство                        | СССР                        | Нацистская Германия          |
| Масса, т                           | 45,5                        | 28,2                         |
| Длина, м                           | 9,0                         | 5,9                          |
| Ширина, м                          | 3,3                         | 2,9 (без экранов)            |
| Высота, м                          | 2,5                         | 2,5                          |
| Экипаж, чел.                       | 5                           | 5                            |
| Годы выпуска                       | 1943                        | 1943—1945                    |
| Основное вооружение                | 152,4 мм, L29               | 150 мм, L12                  |
| Пулемётное вооружение              | нет                         | 2 × 7,92-mm-MG 34            |
| Боезапас орудия, снарядов          | 20                          | 38                           |
| Боезапас пулемётов, патронов       | —                           | 600                          |
| Лобовое бронирование, мм / наклон  | 60/70° (верх), 60/30° (низ) | 80/12°                       |
| Бортовое бронирование, мм / наклон | 60/0° (низ)                 | 30/0°                        |
| Бронирование рубки, мм / наклон    | 75/30° (лоб), 60/25° (борт) | 100/40° (лоб), 50/15° (борт) |
| Тип двигателя                      | дизельный В-2К              | карбюраторный HL 120 TRM     |
| Мощность, л. с.                    | 600                         | 300                          |
| Удельная мощность, л. с./т         | 13,2                        | 10,6                         |
| Максимальная скорость, км/ч        | 43                          | 40                           |
| Запас хода по шоссе, км            | 330                         | 210                          |

Интересным фактом оценки САУ СУ-152 со стороны противника были следующие посвящённые ей, а также СУ-85 и СУ-122 строки в стихотворном юмористическом руководстве по боевому применению танка «Пантера» Pantherfibel (стр. 112):

…

Bei jedem Sturmgeschützmodelle

Denk scharf am Siegfrieds schwachen Stelle

…

Дословно это означает «Близ любой модели штурмового орудия подумай серьёзно о слабом месте Зигфрида». Хотя последующие строки подчёркивают необходимость отсутствия страха перед советскими САУ, включая СУ-152, тем не менее такая характеристика говорит сама за себя и имеет в виду опасность с тыла, т.к. слабое место Зигфрида - спина между лопатками.

## Сохранившиеся экземпляры

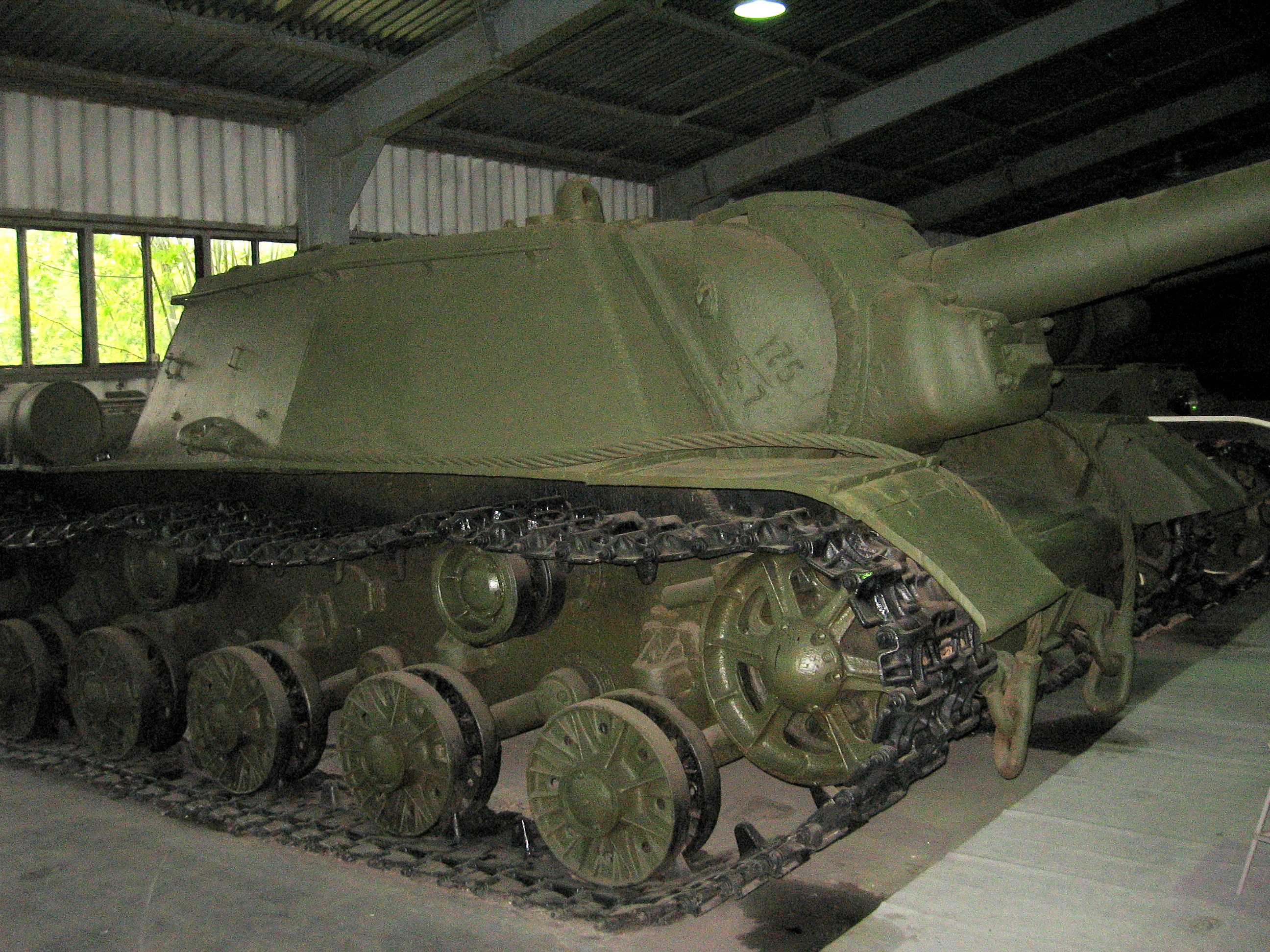
СУ-152 в Бронетанковом музее в Кубинке

Достоверно известно о 3-х сохранившихся до текущего времени самоходно-артиллерийских установках СУ-152.
- Одна СУ-152 находится в экспозиции бронетанкового музея в Кубинке в крытом ангаре в хорошем состоянии по корпусу.
- Две СУ-152 находятся в музее военной техники в деревне Джонув (Свидница, Повят-Зелёногурский, Любушское воеводство) в Польше. Машины расположены на открытой смотровой площадке и лишены ряда деталей.
- В посёлке Прохоровка Белгородской области в музее «Третьего ратного поля России» представлены части самоходной установки СУ-152[50].
- Реплика СУ-152 представлена в Музее военной техники УГМК, г. Верхня Пышма Свердловской области.

## СУ-152 в моделизме
В модельной индустрии СУ-152 представлена довольно слабо. Сборная модель этой САУ в масштабе 1:35 выпускается фирмой «Eastern Express»(Россия) , но содержит ряд очень грубых ошибок в своей детализации, критике также подвергается сходимость и качество пластика отливки; как результат модель требует большого количества труда по своей доводке.Ark models (Россия) является почти что полным перепаком Eastern Express . На данный момент модель СУ-152 выпущена китайской фирмой Bronco — модель является лучшей, имеет полный интерьер и лучшую копийность. Также выпускается фирмой Trumpeter (Китай), однако она имеет некоторые трудноисправимые неточности, в примере конструкции крыши МТО и опорных катков. В ряде изданий модельной и военно-исторической направленности также публиковались чертежи для самостоятельной постройки модели (например, «Бронеколлекция» № 2 за 2006 год), но и они содержат ряд несоответствий прототипу.

## В игровой индустрии
В компьютерно-игровой индустрии СУ-152 представлена в ряде программных продуктов:
- в военной игре «Panzer General III»
- в стратегии реального времени «Блицкриг»;
- в игре «Close Combat III: The Russian Front» и её ремейке «Close Combat: Cross of Iron»;
- в танковых MMO-играх «World of Tanks» и «World of Tanks Blitz» (Исследуемая техника 7 уровня)Модели советских танков из дневников разработчиков, Игровой журнал «PC игры», ноябрь 2009 года, стр. 128—129.</ref>;
- в ММО «War Thunder»;

Отражение тактико-технических характеристик СУ-152 и особенностей её применения в бою в компьютерных играх часто далеко от реальности.